# Nikołaj Chan-Jemutski
Nikołaj (Nika) Nikołajewicz Chan-Jemutski, ros. Николай (Ника) Хан-Емутский (ur. ?, zm. w 1969 r. w Nicei) - oficer armii francuskiej (kapitan), członek Turkiestańskiego Komitetu Narodowego podczas II wojny światowej
Podczas wojny domowej w Rosji walczył w wojskach Białych przeciwko bolszewikom na terenie Azji Środkowej. W 1919 r. ewakuował się z Rosji. W okresie międzywojennym mieszkał we Francji. Wstąpił do armii francuskiej, dochodząc do stopnia kapitana. Podczas kampanii francuskiej 1940 r. dostał się do niewoli niemieckiej. Osadzono go w obozie jenieckim, ale wyszedł wkrótce na wolność. Od sierpnia 1942 r. był członkiem Turkiestańskiego Komitetu Narodowego w Berlinie. Brał udział w pracach związanych z formowaniem batalionów Legionu Turkiestańskiego. Krótko przed kapitulacją III Rzeszy 8/9 maja 1945 r. wyjechał do Francji.